# Boeing Canada
Boeing Canada ist ein kanadisches Tochterunternehmen des US-Flugzeugherstellers Boeing mit Hauptsitz in Winnipeg in der Provinz Manitoba. Das Werk befindet sich in der 99 Murray Park Road. Das Unternehmen wurde im Jahr 1929 gegründet und beschäftigt (Stand: 2011) rund 1600 Mitarbeiter.

## Geschichte
Die Gründung von Boeing Canada erfolgte 1929. Während des Zweiten Weltkriegs baute Boeing die Produktion in Kanada aus und errichtete 1939 eine Fabrik in der Nähe des Fraser River. Das Werk auf Sea Island baute PBY Catalina-Flugzeuge für Luftpatrouillen vor der Küste und das Mittelteil der Boeing B-29. In diesen Werken waren insgesamt 175 Beschäftigte angestellt und der jährliche Umsatz betrug knapp 300.000 US-Dollar. Boeing Canada baute 362 PBY-Flugboote und Amphibienflugzeuge, die von Consolidated Aircraft aus San Diego entwickelt worden waren. Außerdem baute das Unternehmen 17 Blackburn Shark-Torpedoflugzeuge britischer Bauart, die von der Royal Canadian Air Force erworben wurden. 1969 gab die Boeing Company bekannt, dass in Manitoba ein neues, 3,5 Millionen Dollar teures Werk für Boeing Aircraft Structural gebaut werden sollte. Das neue Werk wurde in der Nähe des internationalen Flughafens von Winnipeg auf einem 136 Hektar großen Grundstück errichtet. Das Werk Murray Park wurde 1971 in Winnipeg eröffnet. Das Werk beschäftigte rund 57 Fachkräfte und produzierte unter anderem Flügelverkleidungen für die Boeing 727, 737 und 747. Im Jahr 1976 waren bei Boeing Canada in Winnipeg 400 Menschen beschäftigt. Die damalige Produktionsfläche betrug rund 6500 m². In den 1980er Jahren erweiterte der Boeing-Standort Winnipeg sich auf drei weitere Standorte mit einer insgesamten Größe von rund 69.677 m² und nahm Triebwerksverkleidungen und militärische Zielprogramme in sein Arbeitsprogramm auf. Im März 2010 beendete Boeing Canada die Modernisierung von 80 Kampfflugzeugen der kanadischen Streitkräfte des Typs CF-18 mit moderner Avionik und anderen Systemen. Des Weiteren ist Boeing Canada zu einem Hauptstandort für die Flügelverkleidung, die Hauptfahrwerksklappen und die Seitenleitwerksverkleidung der Boeing 787 Dreamliner geworden.

## Unternehmensbereiche
Neben dem Boeing Canada zivilen Fluggerätebereich gibt es auch noch Boeing Defense, Space & Security - Canada, der für den militärischen Bereich zuständig ist.

## Produkte
Das Unternehmen stellt heute diverse Flugzeugkomponenten für zivile und auch militärische Boeing Flugzeugmuster her, darunter Komponenten für die Typen:
- Boeing 787 Dreamliner
- Boeing C-17 Globemaster III
- Boeing CH 47
- 767-300ER
- 777-200LR
- 777-300ER
- 737-600ER
- 737-700ER
- 737-800ER
- 737-MAX

## Gegenwart
2009 beauftragte die kanadische Regierung das Unternehmen mit der Wartung und Instandhaltung der 15 neuen Militär-Transporthubschrauber des Typs Boeing-Vertol CH-47F, welche bis Juli 2014 ausgeliefert worden sind, sowie für die C17 Globemaster Transportflugzeuge für die kommenden zwanzig Jahre.